# Neukirchen (Altmark)
Neukirchen (Altmark) is een plaats en voormalige gemeente in de Duitse deelstaat Saksen-Anhalt, en maakt deel uit van de Landkreis Stendal.
Neukirchen (Altmark) telt 274 inwoners.